# Улбугай
Улбуга́й (бур. Улбагай) — улус в Тункинском районе Бурятии. Входит в сельское поселение «Галбай».

## География
Расположен в центре Тункинской долины у западной окраины Койморского поозёрья. К юго-западу от улуса лежит урочище Бада́ры, где в 7 км от Улбугая находятся радиоастрономическая и радиоастрофизическая обсерватории «Бадары». Расстояния: до райцентра, села Кырен — 24 км на юго-запад; до центра поселения, села Галбай, через село Тунка — 27 км на юго-восток.

## Население
| 2002 | 2010 |
| ---- | ---- |
| 80   | ↗92  |

## Экономика
Население занято традиционным животноводством.

## Известные уроженцы
В улусе Улбугай родился и жил полный кавалер Ордена Славы Самбу Хаидович Булутов (1913—1990).

## Происшествия
В 1996 году улус был уничтожен пожаром и заново отстроен.